# Pterorhinus davidi

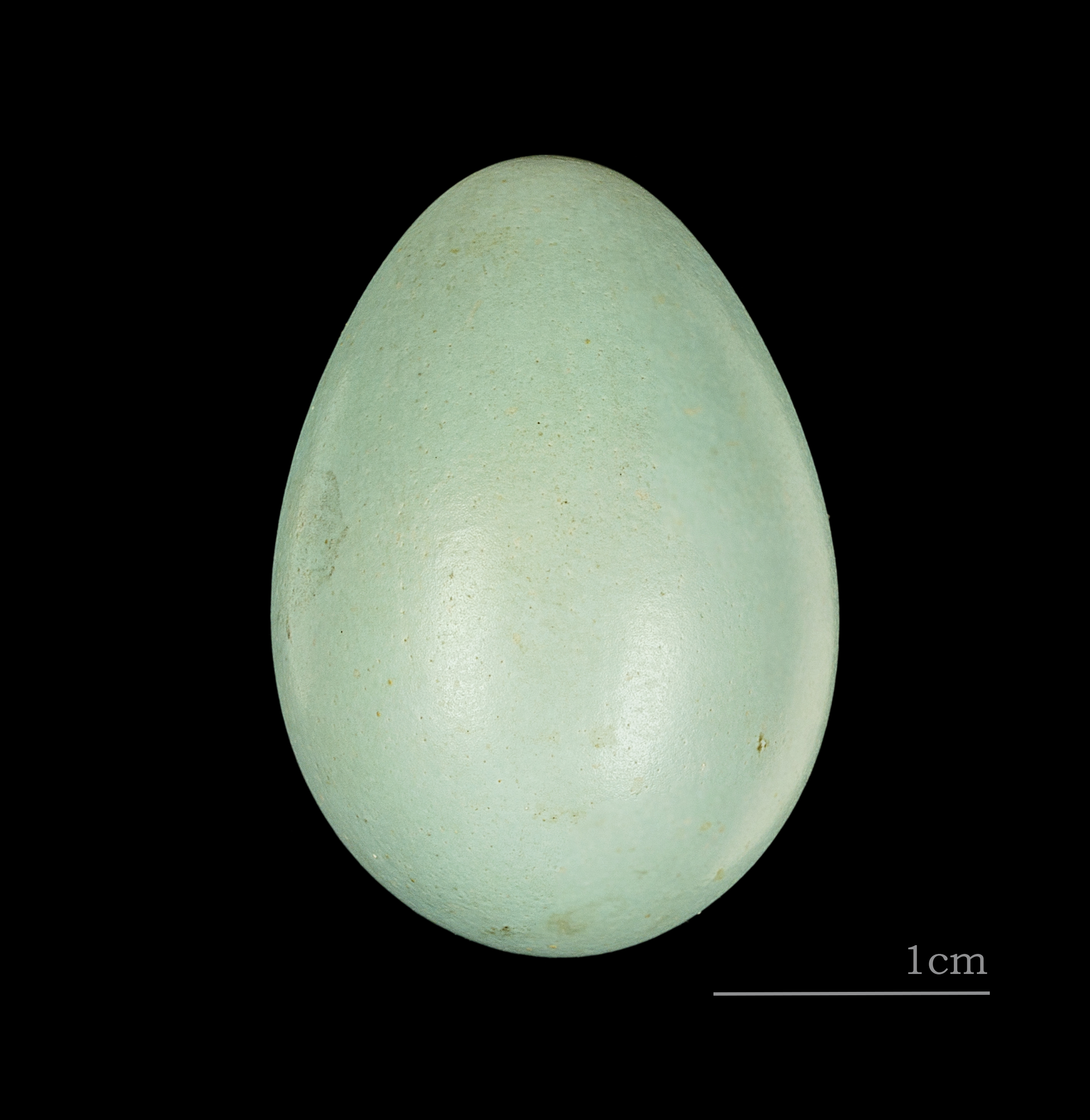
Garrulax davidi' MHNT'

Pterorhinus davidi é uma espécie de ave da família Leiothrichidae.
É endémica da China.
Os seus habitats naturais são: florestas temperadas.